# Exclaim!
Exclaim! (также известен как  exclaim!) — ежемесячный канадский журнал, освещающий события в мире музыки, кино и развлечений. За год публикуется 11 номеров журнала тиражом более чем 100 000 экземпляров, Exclaim! распространяется на всей территории Канады.

## История
Exclaim! был основан группой студентов университета Райерсона. В 1992 году выходит первый выпуск журнала; издание тогда специализировалось на начинающих и независимых канадских музыкантах. Но позже тематический диапазон Exclaim! был значительно расширен.
До 2009 года журнал рассылался бесплатно, или как дополнение к более крупному изданию. Однако, в связи с ростом интереса у читателей, Ontario Inc., издатель Exclaim!, принимает решение распространять журнал на коммерческой основе.
В настоящее время в Exclaim! публикуются новости, связанные с современной мировой музыкой, обзоры и интервью. Уделяется внимание также кинематографу и компьютерным играм. Кроме того, на сайте журнала есть конкурсы, где читатели могут выиграть различные призы.